# Osvajači olimpijskih medalja u atletici, muški, 4x100 m štafeta
Osvajači olimpijskih medalja u atletici za muškarce u disciplini 4x100 m štafeta prikazani su u sljedećoj tablici:
| Olimpijske igre      | Zlato                                                                               | Zlato   | Srebro                                                                            | Srebro  | Bronca                                                                                | Bronca  |
| -------------------- | ----------------------------------------------------------------------------------- | ------- | --------------------------------------------------------------------------------- | ------- | ------------------------------------------------------------------------------------- | ------- |
| Stockholm 1912.      | Velika BritanijaDavid Jacobs Henry Macintosh Victor d'Arcy William Applegarth       | 42,04 s | ŠvedskaIvan Möller Charles Luther Ture Person Knut Lindberg                       | 42,06 s | --                                                                                    | --      |
| Antwerpen 1920.      | SADCharlie Paddock Jackson Scholz Loren Murchison Morris Kirksey                    | 42,2 s  | FrancuskaRené Lorain René Tirard René Mourlon Émile Ali-Khan                      | 42,5 s  | ŠvedskaAgne Holmström William Pettersson Sven Malm Nils Sandström                     | 42,8 s  |
| Pariz 1924.          | SADLoren Murchison Louis Clarke Frank Hussey Alfred LeConey                         | 41,0 s  | Velika BritanijaHarold Abrahams Walter Rangeley William Nichol Lancelot Royle     | 41,2 s  | NizozemskaJan de Vries Jacob Boot Henricus Broos Marinus van den Berge                | 41,8 s  |
| Amsterdam 1928.      | SADRobert Kiesel Emmett Toppino Hector Dyer Frank Wykoff                            | 41,0 s  | NjemačkaHelmuth Körnig Friedrich Hendrix Erich Borchmeyer Arthur Jonath           | 41,2 s  | Velika Britanija ?                                                                    | 41,8 s  |
| Los Angeles 1932.    | SAD ?                                                                               | 40,1 s  | Njemačka ?                                                                        | 40,9 s  | Italija ?                                                                             | 41,2 s  |
| Berlin 1936.         | SADJesse Owens Ralph Metcalfe Foy Draper Frank Wykoff                               | 39,8 s  | ItalijaOrazio Mariani Gianni Caldana Elio Ragni Tullio Gonnelli                   | 41,13 s | NjemačkaWilhelm Leichum Erich Borchmeyer Erwin Gillmeister Gerd Hornberger            | 41,30 s |
| London 1948.         | SADBarney Ewell Lorenzo Wright Harrison Dillard Mel Patton                          | 40,6 s  | Velika BritanijaJohn Archer John Gregory Alistair McCorquodale Kenneth Jones      | 41,3 s  | ItalijaMichele Tito Enrico Perucconi Antonio Siddi Carlo Monti                        | 41,5 s  |
| Helsinki 1952.       | SADDean Smith Harrison Dillard Lindy Remigino Andy Stanfield                        | 40,26 s | Sovjetski SavezBoris Tokaryev Levan Kalyayev Levan Sanadze Vladimir Sukharyev     | 40,58 s | MađarskaLászló Zarándi Géza Varasdi György Csányi Bela Goldoványi                     | 40,83 s |
| Melbourne 1956.      | SADIra Murchison Leamon King Thane Baker Bobby Joe Morrow                           | 39,60 s | Sovjetski SavezLeonid Bartenyev Boris Tokaryev Yuriy Konovalov Vladimir Sukharyev | 39,93 s | NjemačkaLothar Knörzer Leonhard Pohl Heinz Fütterer Manfred Germar                    | 40,34 s |
| Rim 1960.            | NjemačkaBernd Cullmann Armin Hary Walter Mahlendorf Martin Lauer                    | 39,66 s | Sovjetski SavezGusman Kosanov Leonid Bartenyev Yuriy Konovalov Edvin Ozolins      | 40,24 s | Velika BritanijaPeter Radford David Jones David Segal Neville Whitehead               | 40,32 s |
| Tokio 1964.          | SADOtis Drayton Gerald Ashworth Richard Stebbins Bob Hayes                          | 39,06 s | PoljskaAndrzej Zielinski Wieslaw Maniak Marian Foik Marian Dudziak                | 39,36 s | FrancuskaPaul Genevay Bernard Laidebeur Claude Piquemal Jocelyn Delecour              | 39,36 s |
| Mexico City 1968.    | SADCharles Greene Melvin Pender Ronnie Ray Smith Jim Hines                          | 38,24 s | KubaHermes Ramírez Juan Morales Pablo Montes Enrique Figuerola                    | 38,40 s | FrancuskaGérard Fénouil Jocelyn Delecour Claude Piquemal Roger Bambuck                | 38,43 s |
| München 1972.        | SADLarry Black Robert Taylor Gerald Tinker Edward Hart                              | 38,19 s | Sovjetski SavezAleksandr Kornelyuk Vladimir Lovetsky Juris Silovs Valeri Borzov   | 38,50 s | SR NjemačkaJobst Hirscht Karlheinz Klotz Gerhard Wucherer Klaus Ehl                   | 38,79 s |
| Montreal 1976.       | SADHarvey Glance John Wesley Jones Millard Hampton Steven Riddick                   | 38,33 s | DR NjemačkaManfred Kokot Jörg Pfeifer Klaus-Dieter Kurrat Alexander Thieme        | 38,66 s | Sovjetski SavezAleksandr Aksinin Nikolay Kolesnikov Juris Silovs Valeri Borzov        | 38,78 s |
| Moskva 1980.         | Sovjetski SavezVladimir Muravyov Nikolay Sidorov Aleksandr Aksinin Andrey Prokofyev | 38,26 s | PoljskaKrysztof Zwolinski Zenon Licznerski Leszek Dunecki Marian Woronin          | 38,33 s | FrancuskaAntoine Richard Pascal Barré Patrick Barré Hermann Panzo                     | 38,53 s |
| Los Angeles 1984.    | SADSam Graddy Ron Brown Calvin Smith Carl Lewis                                     | 37,83 s | JamajkaAlbert Lawrence Greg Meghoo Don Quarrie Raymond Stewart                    | 38,62 s | KanadaBen Johnson Tony Sharpe Desai Williams Sterling Hinds                           | 38,70 s |
| Seoul 1988.          | Sovjetski SavezViktor Bryzgin Vladimir Krylov Vladimir Muravyov Vitaly Savin        | 38,19 s | Velika BritanijaElliot Bunney John Regis Michael McFarlane Linford Christie       | 38,29 s | FrancuskaBruno Marie-Rose Daniel Sangouma Gilles Quenehervé Max Morinière             | 38,40 s |
| Barcelona 1992.      | SADMike Marsh Leroy Burrell Dennis Mitchell Carl Lewis                              | 37,40 s | NigerijaOluyemi Kayode Chidi Imoh Olapade Adeniken Davidson Ezinwa                | 37,98 s | KubaAndrés Simon Gomez Joël Lamela Joël Isasi Jorge Luis Aguilera                     | 38,00 s |
| Atlanta 1996.        | KanadaRobert Esmie Glenroy Gilbert Bruny Surin Donovan Bailey                       | 37,69 s | SADJon Drummond Tim Harden Mike Marsh Dennis Mitchell                             | 38,05 s | BrazilArnaldo da Silva Robson da Silva Edson Ribeiro André da Silva                   | 38,41 s |
| Sydney 2000.         | SADJon Drummond Bernard Williams Brian Lewis Maurice Greene                         | 37,61 s | BrazilVicente de Lima Edson Ribeiro André da Silva Claudinei da Silva             | 37,90 s | KubaJosé Angel Cesar Luis Alberto Pérez Ivan García Freddy Mayola                     | 38,04 s |
| Atena 2004.          | Velika BritanijaJason Gardener Darren Campbell Marlon Devonish Mark Lewis-Francis   | 38,07 s | SADShawn Crawford Justin Gatlin Coby Miller Maurice Greene                        | 38,08 s | NigerijaOlusoji Fasuba Uchenna Emedolu Aaron Egbele Deji Aliu                         | 38,23 s |
| Peking 2008.         | Trinidad i TobagoKeston Bledman Marc Burns Emmanuel Callender Richard Thompson      | 38,06 s | JapanNaoki Tsukahara Shingo Suetsugu Shinji Takahira Nobuharu Asahara             | 38,15 s | BrazilVicente Lima Sandro Viana Bruno de Barros José Carlos Moreira                   | 38,24 s |
| London 2012.         | JamajkaNesta Carter Michael Frater Yohan Blake Usain Bolt                           | 36.84 s | Trinidad i TobagoKeston Bledman Marc Burns Emmanuel Callender Richard Thompson    | 38,12 s | FrancuskaJimmy Vicaut Christophe Lemaitre Pierre-Alexis Pessonneaux Ronald Pognon     | 38,16 s |
| Rio de Janeiro 2016. | JamajkaAsafa Powell Yohan Blake Nickel Ashmeade Usain Bolt                          | 37.27 s | JapanRyota Yamagata Shota Iizuka Yoshihide Kiryu Asuka Cambridge                  | 37.60 s | KanadaAkeem Haynes Aaron Brown Brendon Rodney Andre De Grasse                         | 37.64   |
| Tokio 2020.          | ItalijaLorenzo Patta Marcell Jacobs Fausto Desalu Filippo Tortu                     | 37.50 s | KanadaAaron Brown Jerome Blake Brendon Rodney Andre De Grasse                     | 37,70 s | KinaTang Xingqiang Xie Zhenye Su Bingtian Wu Zhiqiang                                 | 37,79 s |
| Pariz 2024.          | KanadaAaron Brown Jerome Blake Brendon Rodney Andre De Grasse                       | 37.50 s | Južna AfrikaBayanda Walaza Shaun Maswanganyi Bradley Nkoana Akani Simbine         | 37.57 s | Velika BritanijaJeremiah Azu Louie Hinchliffe Nethaneel Mitchell-Blake Zharnel Hughes | 37.61   |